# Le Président et la Garde-barrière

Le Président et la Garde-barrière est un téléfilm français réalisé par Jean-Dominique de La Rochefoucauld, diffusé en 1997.
Il fait référence à l’événement du 23 mai 1920 vécu par le Président de la République française Paul Deschanel. 

## Synopsis
France, 1920. Après être tombé par la fenêtre de son compartiment, le Président Paul Deschanel marche dans la nuit le long de la voie de chemin de fer pour demander secours au garde-barrière de Mignières-Gondreville, Marie, une ancienne religieuse et infirmière sur le front, convertie en garde-barrière à la suite de la mort de son fiancé à la guerre. Marie en veut à son fiancé de l'avoir « quittée », et souhaite rencontrer un autre homme. Elle prie Bernadette Soubirous, et voici que débarque chez elle Paul Deschanel. 
Pendant son délire dû à la fièvre, le Président lui raconte qu'il est trahi par son conseiller, le baron Hubert, espion au service de l'Allemagne qui utilise le Président pour briser les relations diplomatiques entre la France et la Grande-Bretagne. Paul Deschanel prend goût au petit logis simple de Marie et lui parle d'archéologie, sa passion. 
Tous recherchent activement le Président à bord d'une draisine et finissent par le retrouver. Son rival, Georges Clemenceau, tire profit de cette mésaventure pour le ridiculiser dans la presse. 
Marie quitte son emploi et se rend à Paris rejoindre Paul Deschanel et le défendre. Celui-ci décide de démissionner et signe la lettre du nom de « Napoléon » afin de se faire passer pour fou et ainsi sauver la carrière de ses amis.

## Fiche technique
- Réalisation : Jean-Dominique de La Rochefoucauld
- Scénario : Didier van Cauwelaert, Richard Caron
- Adaptation et dialogues : Jean-Dominique de La Rochefoucauld, Richard Caron, Didier van Cauwelaert
- Musique : Jean-Marie Sénia
- Pays : France
- Durée : 1h32
- Genre : comédie à l'italienne
- Date de diffusion : 26 décembre 1997

## Distribution
- Jean-Pierre Cassel : Paul Deschanel
- Samuel Labarthe : le baron Hupert
- Françoise Dorner : Madame Deschanel
- Sophie de La Rochefoucauld : Marie
- Gil Lagay : Georges Clemenceau
- Gaëtan Wauthier
- Maistriaux Geoffroy
- Daniel Dury : le Ministre de l'Intérieur
- Robert Lemaire : un brigadier